# بچرخ و بچرخ (ترانه ایمجین درگنز)
«بچرخ و بچرخ» ترانه‌ای نوشته و ضبط شده از گروه موسیقی آمریکایی ایمجین درگنز است. این ترانه در ۱۴ دسامبر ۲۰۱۲ به‌عنوان تک‌آهنگ تبلیغاتی برای آلبومشان دیدهای شبانه (۲۰۱۲) توسط اینترسکوپ رکوردز و گروه موسیقی یونیورسال منتشر شد.